# Łagiewniki (województwo zachodniopomorskie)
Łagiewniki (dawniej niem. Elvershagen) – osada w Polsce położona w województwie zachodniopomorskim, w powiecie łobeskim, w gminie Resko.
W latach 1975–1998 miejscowość administracyjnie należała do województwa szczecińskiego.

## Historia

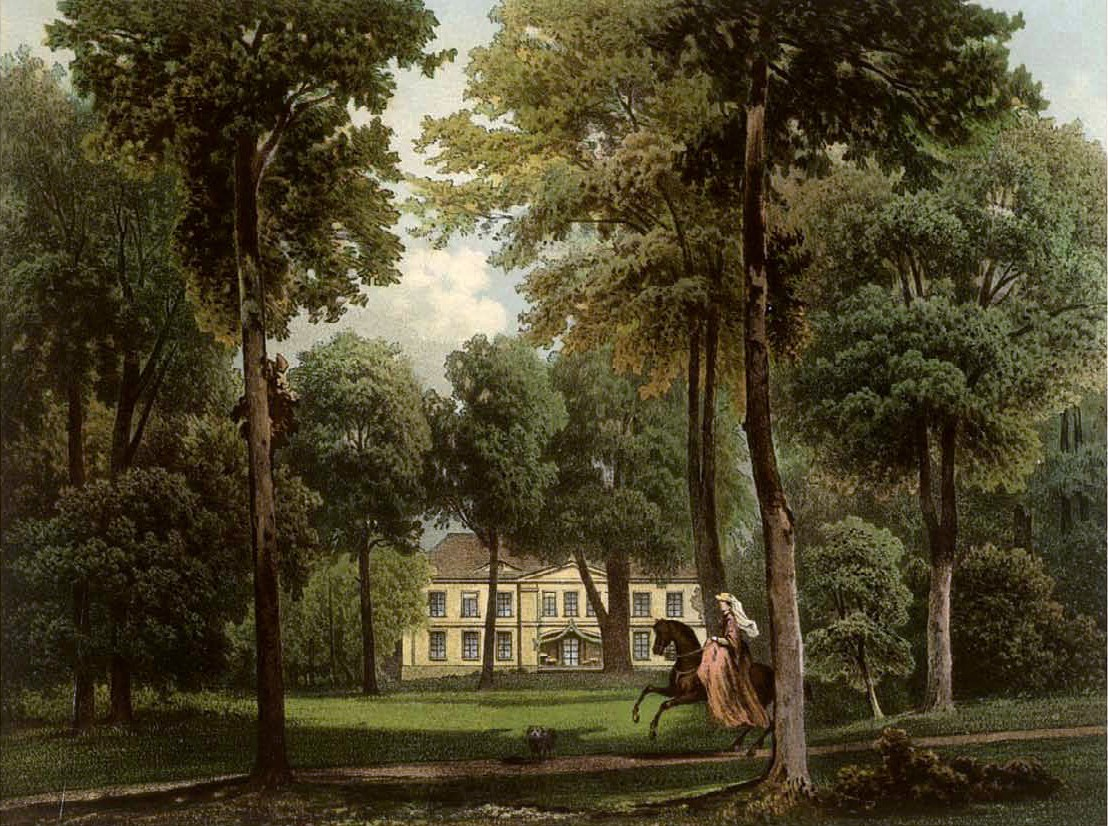
Palac Elvershagen around 1860, Alexander Duncker

Pierwsza wzmianka z 1325 r. W latach 40. XV wieku Łagiewniki były w posiadaniu braci Bork aż do połowy XVIII wieku. W 1583 r. odnotowano dwór, który należał do Urlicha von Bork. W 1680 r. zaznaczono istnienie dwóch siedzib rycerskich, należących do Macieja i Jurgena, mających główną siedzibę w Strzmielu oraz do landrata Adriana – właściciela Starogardu Łobeskiego, Starej Dobrzycy i Kąkolewic. Łagiewniki sprzedano w 1745 r. porucznikowi Furchtegott von Bonin. W roku 1794 sprzedane Leopoldowi K.F. von Heyden. Wielu właścicieli w pierwszej połowie XIX wieku; w 1840 r. kupił Friedrich von Büllow. Rodzina ta w ciągu XIX wieku wykupiła od starych rodów znaczne dobra w okolicach Reska. Około 1890 r. majątek kupił baron Heinrich Jossias von Veltheim. Ostatnim właścicielem Łagiewnik był syn Hienricha, Jossias.

## Zabytki
- ruina gotyckiego kościoła;
- park ze starodrzewem, m.in. dąb o obw. 6,7 m,
- bezstylowy dwór z I poł. XX w.
- ryglowe zabudowania folwarczne[3]

## Turystyka
W pobliżu edukacyjna ścieżka rowerowa "Doliną Rzeki Regi". Spływy kajakowe rz. Regą, w pobliżu przystań leśna Łagiewniki.